# .np
.np és el domini de primer nivell territorial (ccTLD) del Nepal.

## Dominis de segon nivell
A continuació hi ha una llista dels dominis de segon nivell més comuns. Se'n pot trobar una llista més exhaustiva al web del registre Arxivat 2013-10-02 a Wayback Machine.
- .com.np
- .edu.np
- .gov.np
- .mil.np
- .net.np
- .org.np
- .name.np
- .pro.np
- .info.np

Cal tenir presència al país per registrar-hi un domini. També cal que es registri un nom basat directament en el nom d'una empresa o organització, o la marca d'un producte.